# Anglo-Kabarda
Ngựa Anglo-Kabarda, còn được gọi là với nhiều cái tên khác như Anglo-Kabardin hoặc Anglo-Kabardinskaya porodnaya gruppa là một giống ngựa là kết quả của phép lai chéo giữa Ngựa Kabarda và Ngựa Thoroughbred.

## Đặc điểm
Một nét đặc biệt của giống ngựa này dó là giống có thể có từ 25% đến 75% máu thuần chủng. Anglo-Kabarda được chia thành ba loại khác nhau: "cơ bản", "phương đông" và "đồ sộ". Ngựa thuộc loại cơ bản có kích thước trung bình với đầu có hình dáng và được cơ bắp tốt; những loại phương Đông nhỏ hơn và nhẹ hơn, chúng có đầu nhỏ hơn với đôi mắt có biểu cảm kích thước lớn và đôi tai nhỏ hơn và đôi chân nhanh nhạy; loại lớn nặng hơn và cao hơn với một công dụng tương tự như ngựa vận chuyển. Những con ngựa này thường có số đo trong khoảng giữa 15,2 và 16 hand (62 và 64 inch, 157 và 163 cm) cao. cHÚNG có đôi chân dài và khỏe mạnh với các khớp phát triển tốt tạo cho họ tốc độ của Thoroughbred và sức đề kháng của Kabarda. Tính khí của giống được coi là hung hăng và tràn đầy năng lượng nhưng rất đáng tin cậy. Loài này nói chung khỏe mạnh, mặc dù do máu Thoroughbred, chúng không dễ nuôi và có thể cần một số yếu tố dinh dưỡng bổ sung.

## Lịch sử
Phép lai được phát triển bắt đầu vào những năm 1920 và 1930 để tạo ra một giống ngựa có kích thước lớn hơn và nhanh hơn ngựa Kabarda bản địa, nhưng thích nghi với khí hậu vùng phía bắc Caucasus của Nga và có thể điều động di chuyển ở địa hình đồi núi.

## Sử dụng
Loài này đã được sử dụng làm ngựa cưỡi ở cả vùng núi Caucasus và để cạnh tranh trong các sự kiện Olympic quốc tế.